# Astralabius
Astralabius (eigentlich Petrus Astralabius; * ca. 1118 in Le Pallet; † nach 1150) war der Sohn von Heloïsa und Peter Abaelard und ein französischer Geistlicher des 12. Jahrhunderts.

## Leben
Astralabius wird in der Sekundärliteratur häufig fälschlich als Astrolabius bezeichnet, obwohl die eigentliche Schreibweise des Namens anhand der verfügbaren Quellen eindeutig auf Astralabius festzulegen ist. Übersetzt heißt der höchst seltene, aus dem Griechischen entlehnte und an das nautische Instrument Astrolabium erinnernde Name: „Der zu den Sternen greift.“ Nach der Historia Calamitatum Abaelards hatte Heloïsa persönlich den ungewöhnlichen Beinamen für ihren Sohn ausgewählt; sein Taufname lautete wie der seines Vaters Petrus.
Astralabius wurde unehelich gezeugt und in Le Pallet, der Heimat seines Vaters Peter Abaelard, geboren und anschließend von seiner Tante Dionysia aufgezogen. Durch die Eheschließung seiner Eltern wurde seine Abstammung nachträglich legitimiert. Der Junge lebte nach allem, was man davon weiß, nie in häuslicher Gemeinschaft mit seinen Eltern, da beide in weit entfernte Konvente eintraten. Dass sie dennoch Kontakt zu ihm hielten und ihn auch als Eltern liebten, daran gibt es aufgrund der Quellen keinen Zweifel. So dürfte Peter Abaelard als Abt von Kloster Saint-Gildas-en-Rhuys in der nördlichen Bretagne anlässlich einer Visitation bei Herzog Conan III. der Bretagne, als er im Haus seines Bruders Porcarius in Nantes weilte, seinen Sohn persönlich getroffen haben. Abaelard richtete an seinen Sohn ein mehr als 1000 Verse umfassendes, aus elegischen Distichen bestehendes Lehrgedicht, das sogenannte Carmen ad Astralabium, das in verschiedenen Fassungen überliefert und inzwischen auch kritisch ediert ist.
Im Jahr 1144 – zwei Jahre nach Abaelards Tod – bat seine Mutter Heloïsa, damals Äbtissin des Klosters Paraklet in der Champagne, den Abt von Cluny, Petrus Venerabilis, sich für ihren Sohn Astralabius einzusetzen. Sie wollte ihrem Sohn entsprechend dem Vorbild ihres Onkels Fulbert eine Pfründe an einer Kathedrale, z. B. in Paris, verschaffen. Es ist unwahrscheinlich, dass dieses Ersuchen von Erfolg gekrönt war.
Später ist Astralabius als Kanoniker am Dom von Nantes nachweisbar, wie eine Eintragung im Cartularium von Buzé aus dem Jahr 1150 ausweist.
In den Jahren 1162 bis 1165 trug ein Abt von Hauterive im Kanton Freiburg in der heutigen Schweiz den gleichen Namen. Möglicherweise handelt es sich bei diesem Abt um Abaelards und Heloïsas Sohn. Über das Wirken dieses Abtes ist nichts Verlässliches bekannt.
Das Totenbuch des Paraklet nennt den Namen des Sohnes von Heloisa und Abaelard so: „Peter Astralabius, Sohn unseres Meisters Peter“. Er starb demnach an einem 30. Oktober eines unbekannten Jahres.
In Luise Rinsers Roman Abaelards Liebe ist „Pierre Astrolabius“ der Erzähler.